# Podivín
Podivín (německy Kostel, Kostl, Podiwin) je malé město v okrese Břeclav v Jihomoravském kraji. Leží osm kilometrů severně od Břeclavi. Žije zde přibližně 2 900 obyvatel.

## Název
Jméno Podivín původně označovalo hrad (dnes neznámé polohy) na ostrově v řece Dyji a bylo ve 13. století přeneseno na nově založené město. Je odvozeno od osobního jména Podiva (je o něm zmínka u Kosmy). Německé jméno Podivína Kostel pochází z druhé části jména Sekyřkostel, což bylo označení vsi, která se původně nacházela na území nově založeného města. (Samo jméno Sekyřkostel je nejasné, složka -kostel asi neoznačovala církevní stavbu, nýbrž se nejspíše jednalo o hláskovou úpravu jména vedlejší vsi Ch(v)ostno/-á, s významem "křoví, hustý porost", přes německé Kosten.) Židovský název města v hebrejštině zní קאסטל.

## Historie

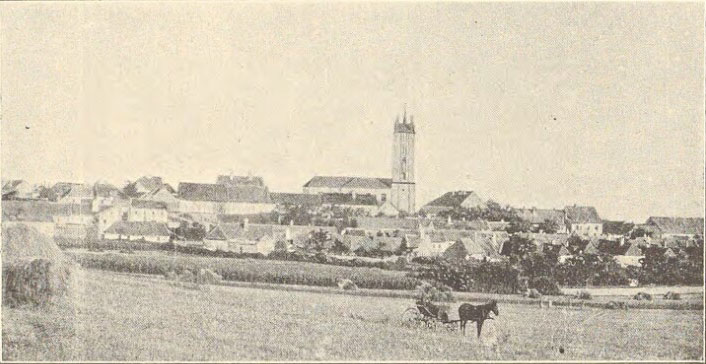
Podivín ke konci 19. století

Území Podivína bylo pro strategicky výhodnou polohu osídleno již od pravěku.
První písemná zmínka o vesnici se nachází v Kosmově kronice z 1. poloviny 12. století a hlásí se k roku 1067 (castrum situm in media aqua Zuartka nomine Podiuin dictum a conditore suo Podiua).
Kosmova kronika česká zmiňuje Podivu, pokřtěného žida a zakladatele podivínského hradu (Podiuin, dictum a conditore suo Podiua, Iudeo sed postea catholico.). Již někdy během 13. století byl Podivín povýšen na město, což z něj činí nejstarší město v okrese Břeclav. Od 20. let 16. století se zde usazovali novokřtěnci (habáni), kteří tu žili až do svého vyhnání ze země roku 1622. Z této doby pochází nejstarší údaje o velikosti zdejší židovské obce (140 osob). Židé v Podivíně žili ve dvou čtvrtích (Horní a Dolní), přičemž po Dolní židovské čtvrti je dosud zachován křivolaký uliční rastr jihozápadně od náměstí.

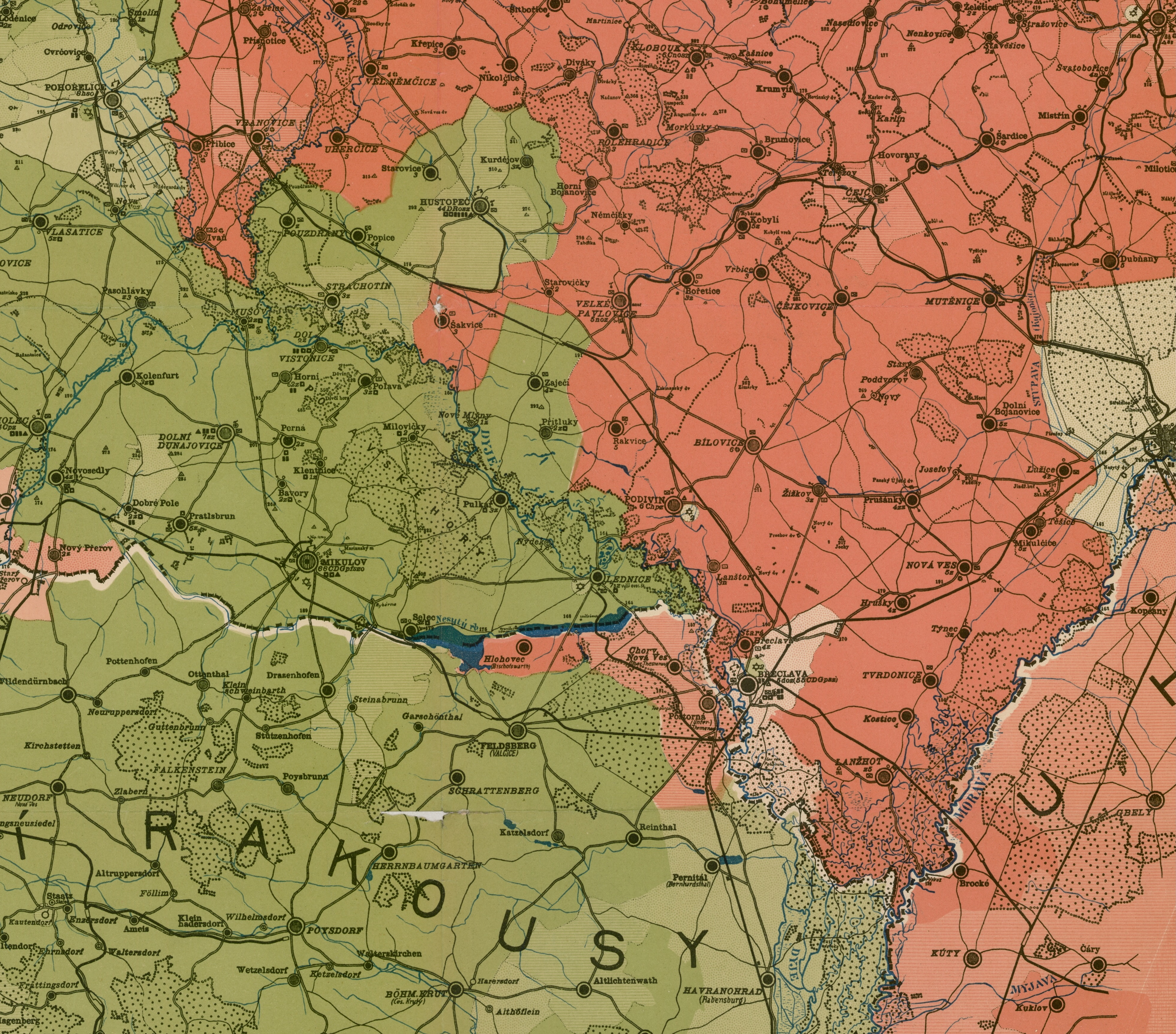
Na rozdíl od většiny okolních měst byl Podivín česky mluvícím (červená barva) už za Rakouska-Uherska.

Podivín se nikdy nevyvinul ve větší středisko, vždy byl ve stínu Hustopečí, Mikulova nebo později Břeclavi. Roku 1839 se nicméně jako jedno z prvních měst v českých zemích dočkal železnice, když kolem něj byla vedena odbočka Severní dráhy císaře Ferdinanda z Břeclavi do Brna.
Dne 21. prosince 1950 zde došlo k jedné z nejtragičtějších železničních nehod v českých dějinách, když rychlík vinou signalisty srazil autobus na přejezdu.

## Přírodní poměry
Podivín leží v Dolnomoravském úvalu, na mírném návrší nad dyjskou nivou, asi 1,5 kilometru severovýchodně od ústí Trkmanky do Dyje. Město se rozkládá v nadmořské výšce 160–175 metrů a protéká jím Ladenská strouha (staré rameno Trkmanky).
Katastrální území tvoří většinou plochá polní krajina, na východě zvolna stoupající až do výšky 210 metrů, pouze na jihozápad zasahuje lužní les okolo Dyje, který je součástí Přírodního parku Niva Dyje a Lednicko-valtického areálu.

## Obyvatelstvo
| Rok            | 1869  | 1880  | 1890  | 1900  | 1910  | 1921  | 1930  | 1950  | 1961  | 1970  | 1980  | 1991  | 2001  | 2011  | 2021  |
| -------------- | ----- | ----- | ----- | ----- | ----- | ----- | ----- | ----- | ----- | ----- | ----- | ----- | ----- | ----- | ----- |
| Počet obyvatel | 2 225 | 2 590 | 2 517 | 2 750 | 2 848 | 2 809 | 2 549 | 2 404 | 2 675 | 2 701 | 2 849 | 2 848 | 2 887 | 2 874 | 2 887 |
| Počet domů     | 366   | 437   | 439   | 473   | 501   | 533   | 610   | 677   | 674   | 714   | 712   | 857   | 835   | 897   | 929   |

## Městská správa a politika
V letech 2010 až 2014 byl starostou Stanislav Machovský (KDU-ČSL). Na ustavujícím zasedání zastupitelstva v listopadu 2014 byl do této funkce zvolen opětovně. Prioritou vedení města byla modernizace základní školy a výraznější propojení města s Lednicko-valtickým areálem.  Od roku 2018 je starostou Martin Důbrava. Místostarostou je Helena Macánová.

### Městské symboly
Znak města je historický, vlajka byla městu udělena rozhodnutím předsedy Poslanecké sněmovny Parlamentu České republiky dne 19. ledna 1995.

## Doprava

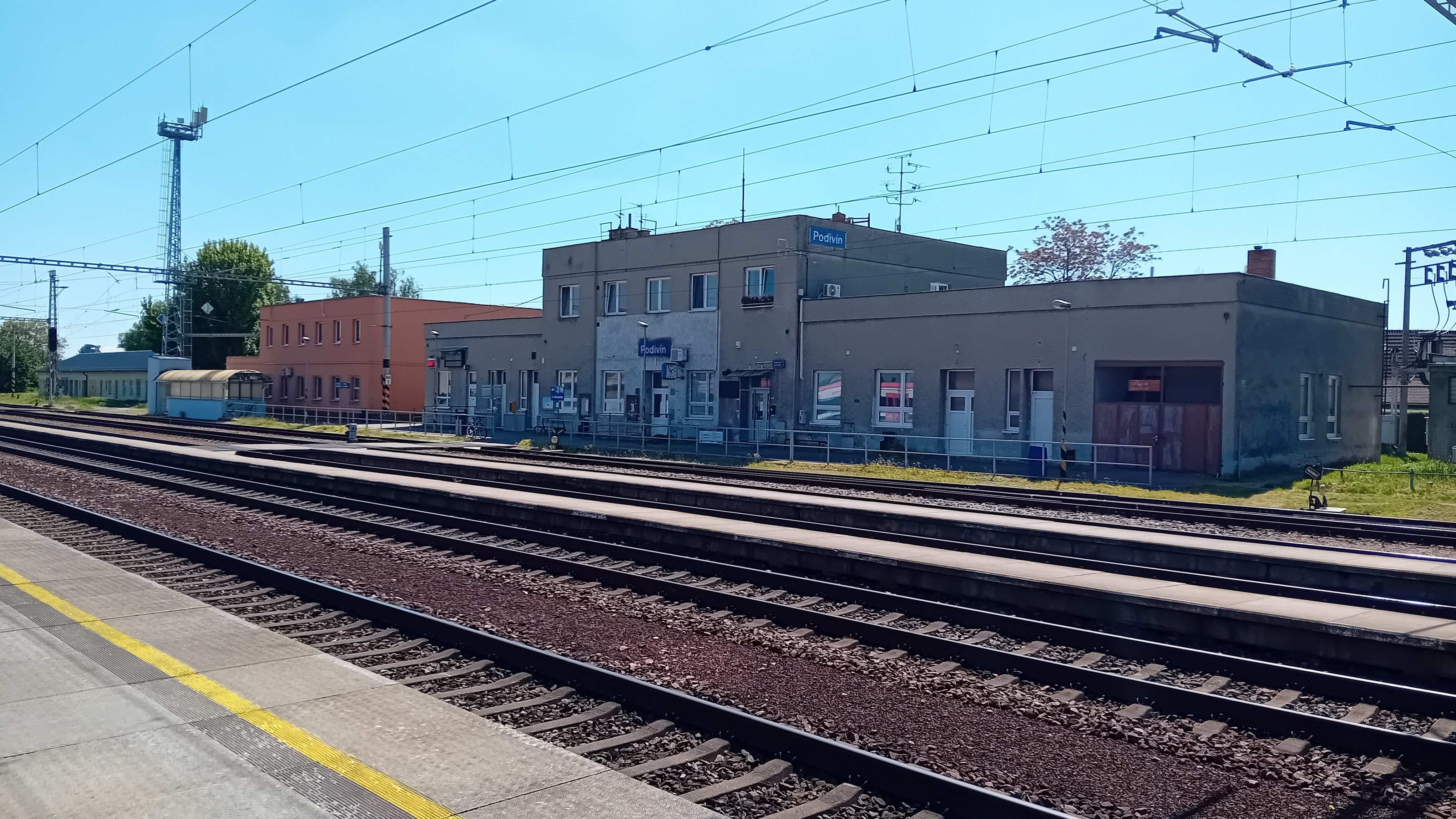
Železniční stanice Podivín

Severovýchodním okrajem Podivína vede paralelně železniční koridor Brno–Břeclav (se stanicí Podivín), silnice II/425 a dálnice D2 (s nájezdem na 41. km), které zde mimoúrovňově kříží silnice II/422 procházející skrz město. Dále odsud vede silnice III. třídy č. 42226 (Podivín – Rakvice), spojená s II/425 krátkou spojkou III/42227. Dlouhodobě se plánuje výstavba obchvatu silnice II/422 jihovýchodně okolo města, pro který je stanovena územní rezerva a stavebně připraveno napojení na most přes silnici II/425.
Od roku 2008 je Podivín začleněn do Integrovaného dopravního systému Jihomoravského kraje (zóna 565), v jehož rámci je významným přestupním uzlem. Zastavují zde nejen osobní vlaky linky S51, ale také rychlíky a spěšné vlaky linky R13, z nichž tu lze přestoupit na autobusové linky 555 (směr Rakvice nebo Lednice, Valtice), 556 (směr Velké Bílovice a Hodonín), 159 (směr Velké Bílovice, Čejkovice a Mutěnice) a 574 (směr Ladná a Břeclav).
Podivín je důležitým východiskem pro cykloturistiku. Od nádraží vedou cyklotrasy jak do Lednicko-valtického areálu, tak do různých vinařských lokalit (Velkopavlovická vinařská podoblast). Od nádraží také vede žlutá turistická značka směr Janův hrad a Lednice.

## Pamětihodnosti
- Kostel svatého Petra a Pavla z první poloviny 13. století
- Kaple svatého Cyrila a Metoděje
- Židovský hřbitov s obřadní vstupní halou; nejstarší ze zhruba 1000 náhrobků je z roku 1694
- Chodby a sklepení – památka stoleté přítomnosti novokřtěnců
- Janův hrad (imitace zříceniny středověkého hradu vystavěná v roce 1807, nachází se v lužním lese na jižním okraji katastru města)

## Osobnosti
- Ctibor Bezděk (1872–1956), lékař a spisovatel, propagátor vegetariánství a abstinence
- Hugo Böhmer (1906, Podivín –1996), novozélandský podnikatel a mecenáš, který financoval opravy židovských památek i místního židovského hřbitova[13]

- Antonín Ferdinand Dubravius († 1756), kněz, v Podivíně působil a zemřel
- Jan Klak (* 1942), ekonom a politik
- Jan Kostrhun (1942–2022), spisovatel a politik
- František Weber (1908–1991), velitel 310. československé stíhací perutě RAF

## Galerie

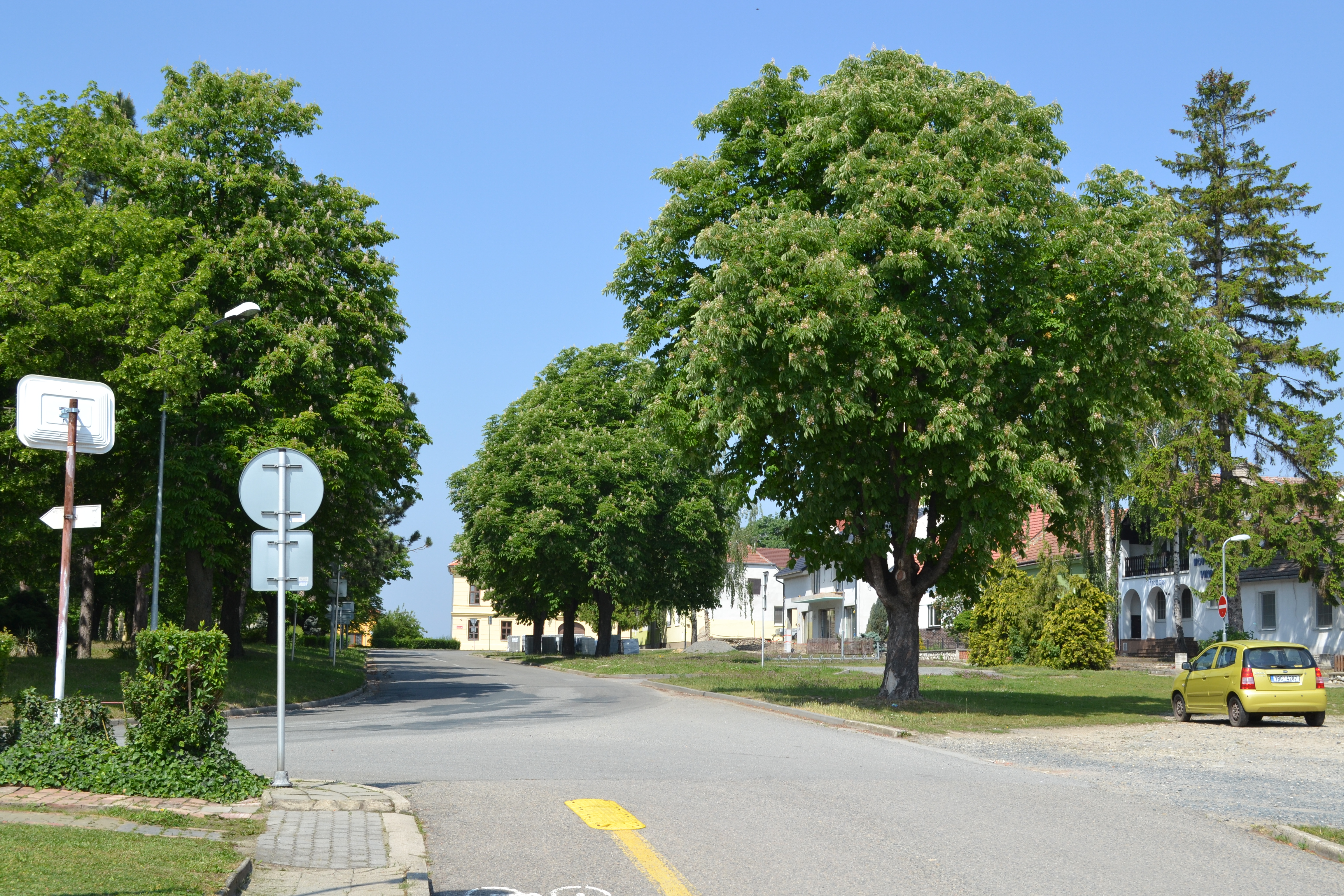
Masarykovo náměstí
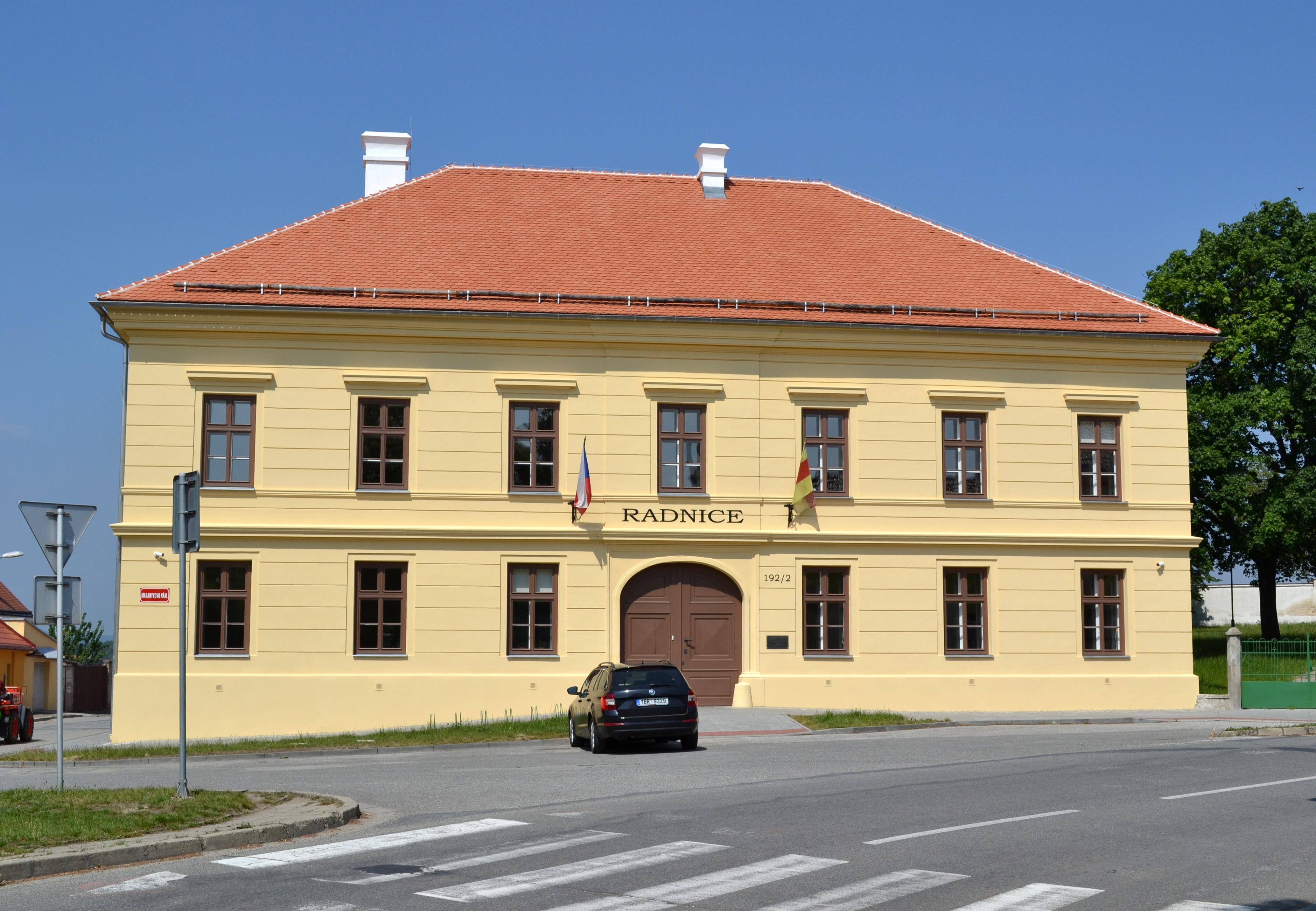
Radnice
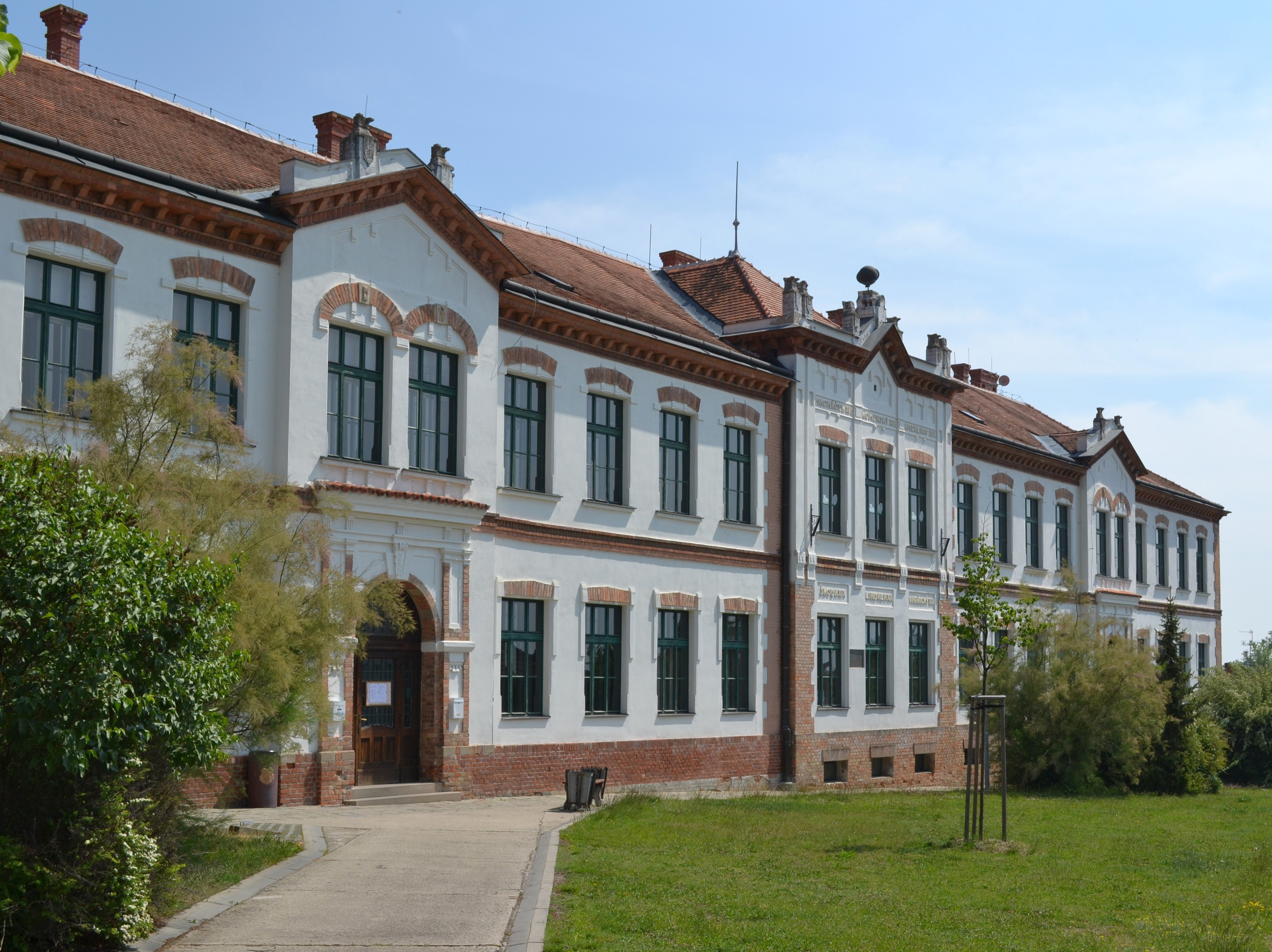
Základní škola
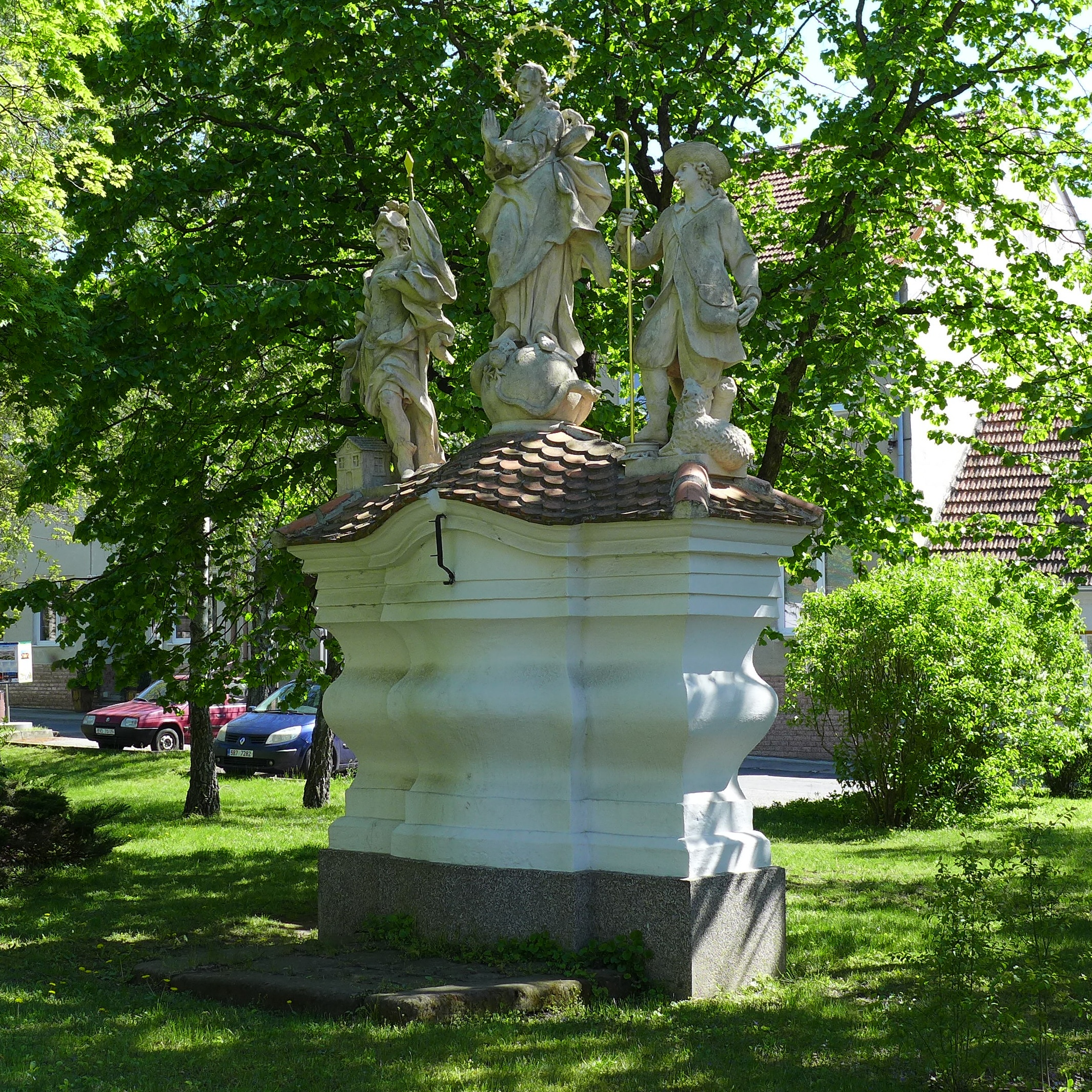
Sousoší Panny Marie Immaculaty
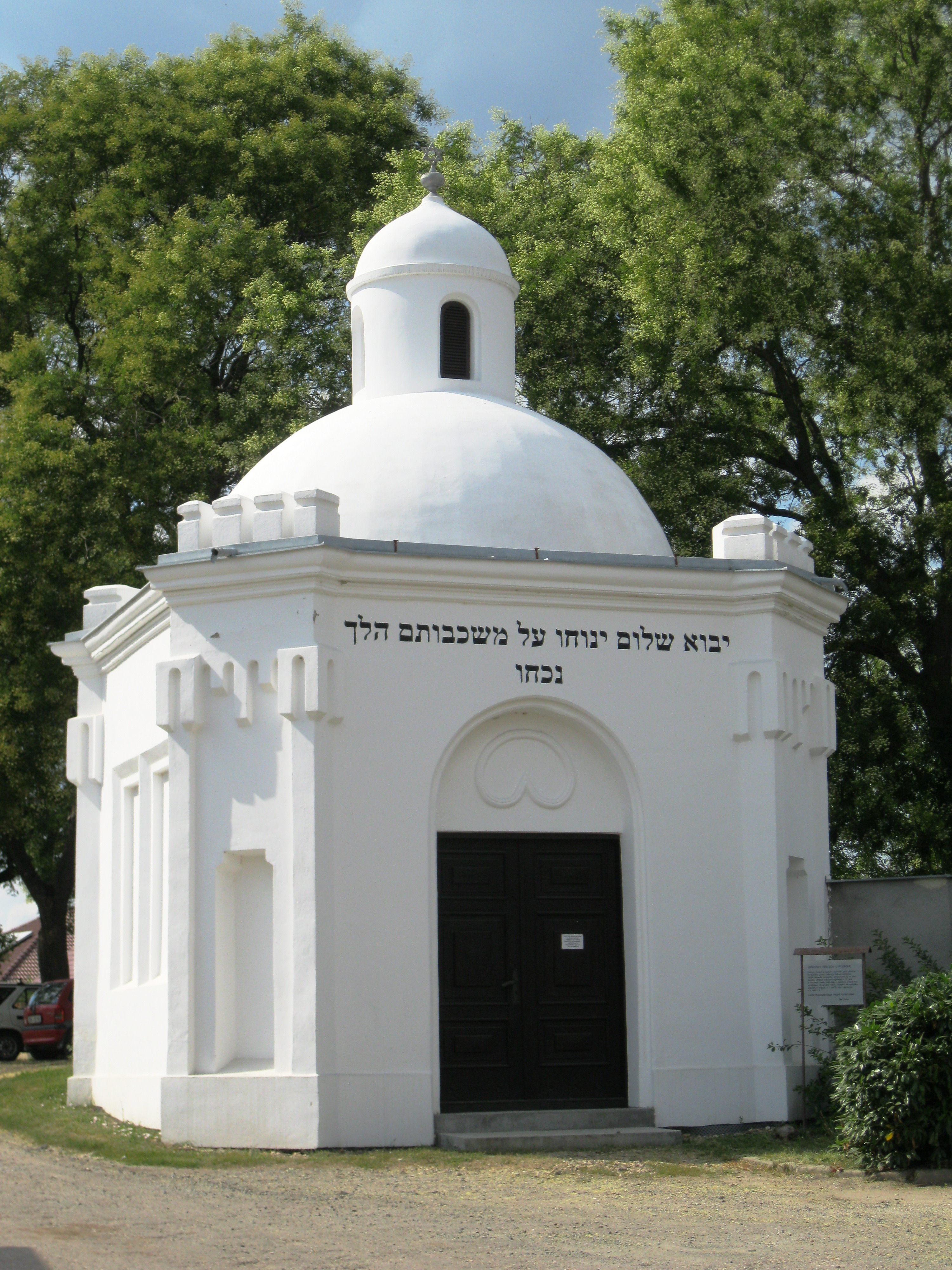
Obřadní dům na židovském hřbitově
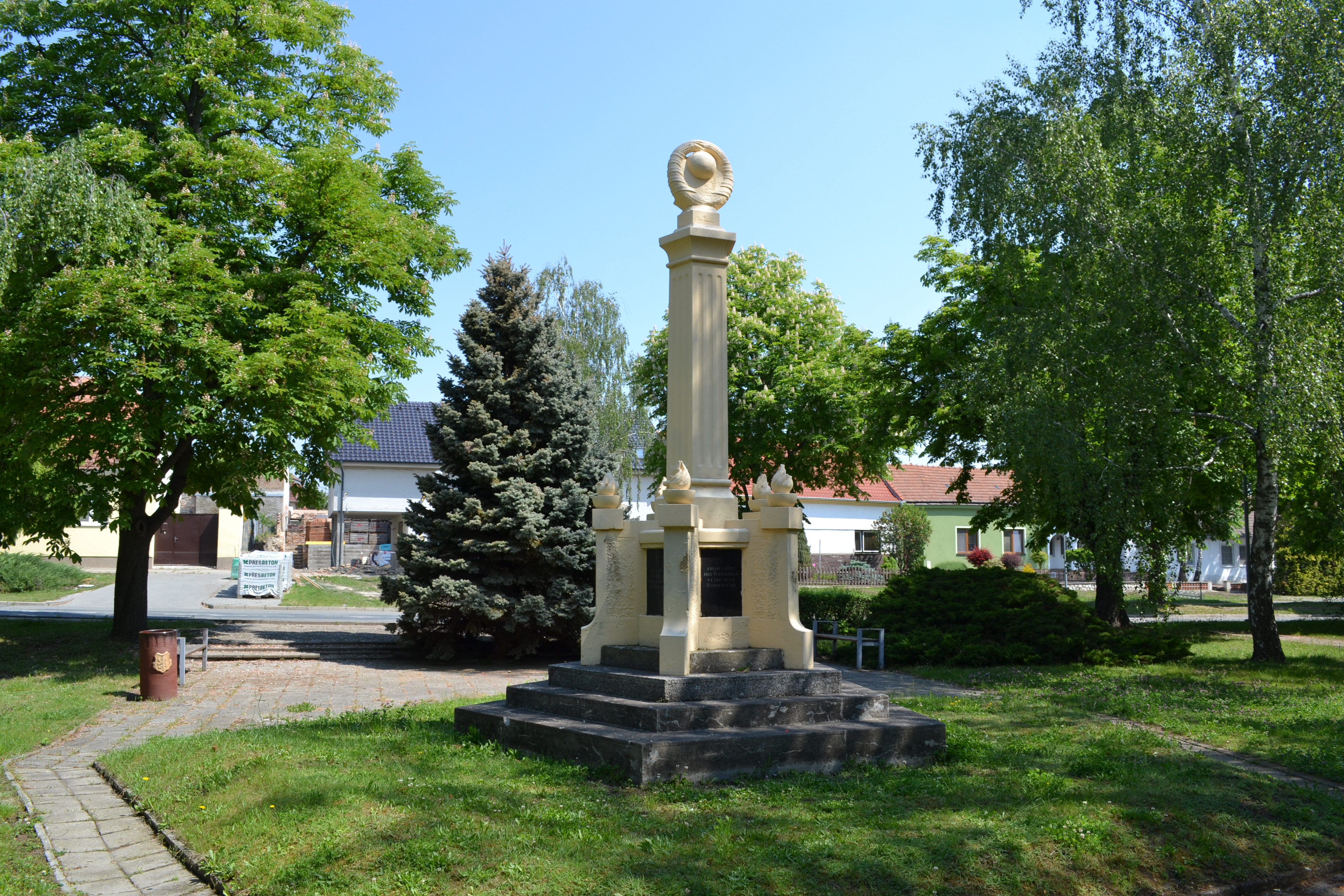
Pomník padlým
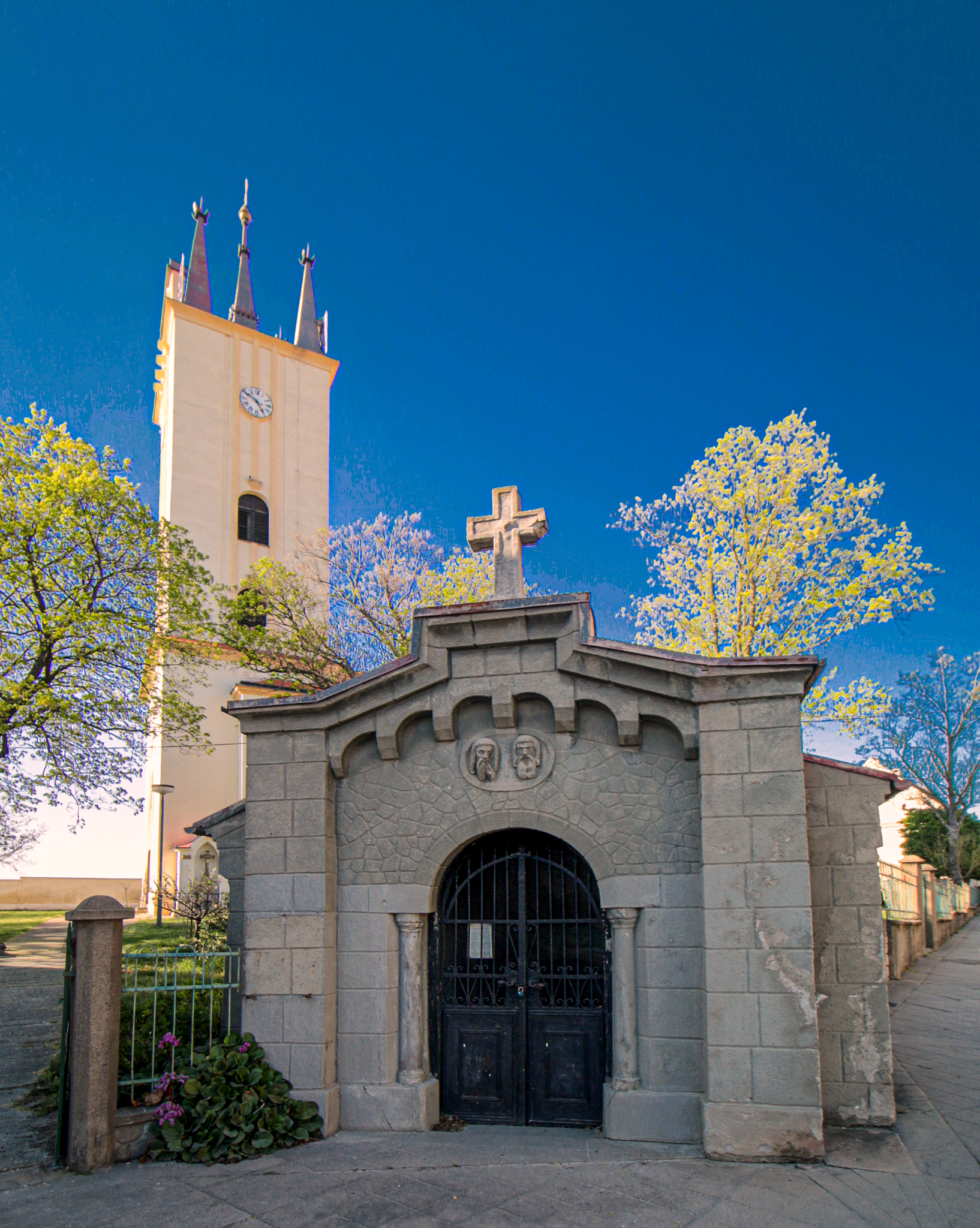
Kaple svatého Cyrila a Metoděje
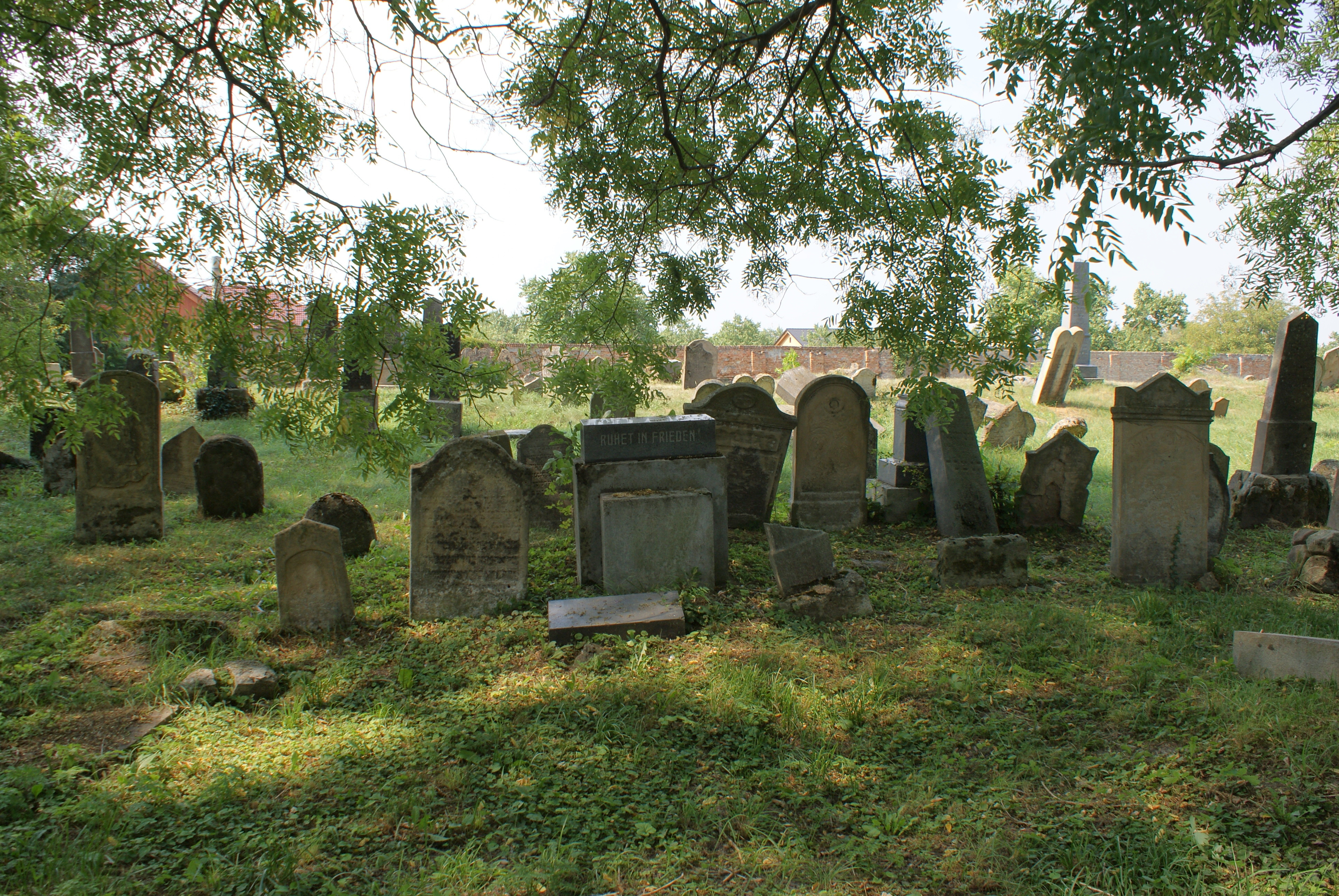
Židovský hřbitov
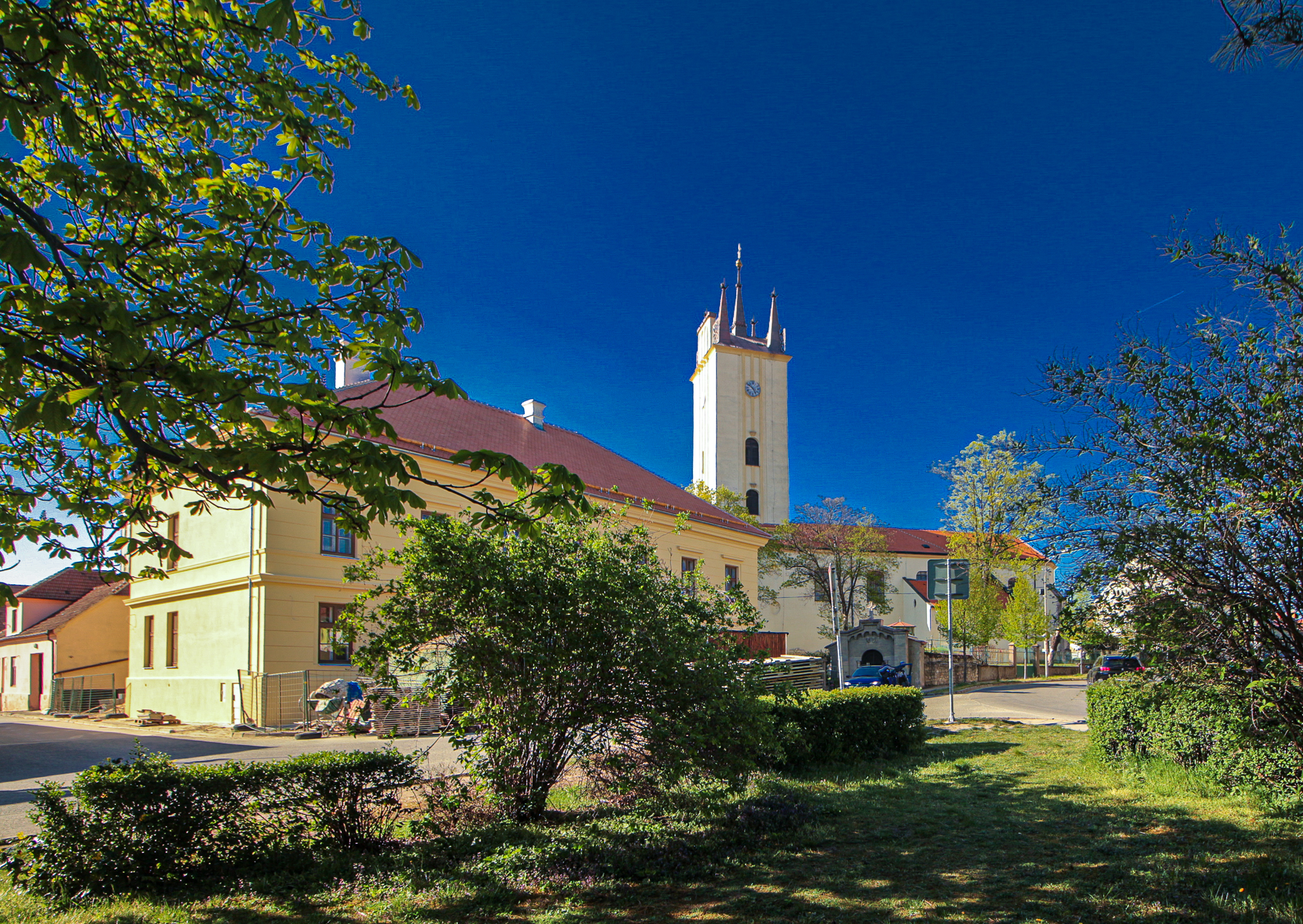
Kostel svatého Petra a Pavla
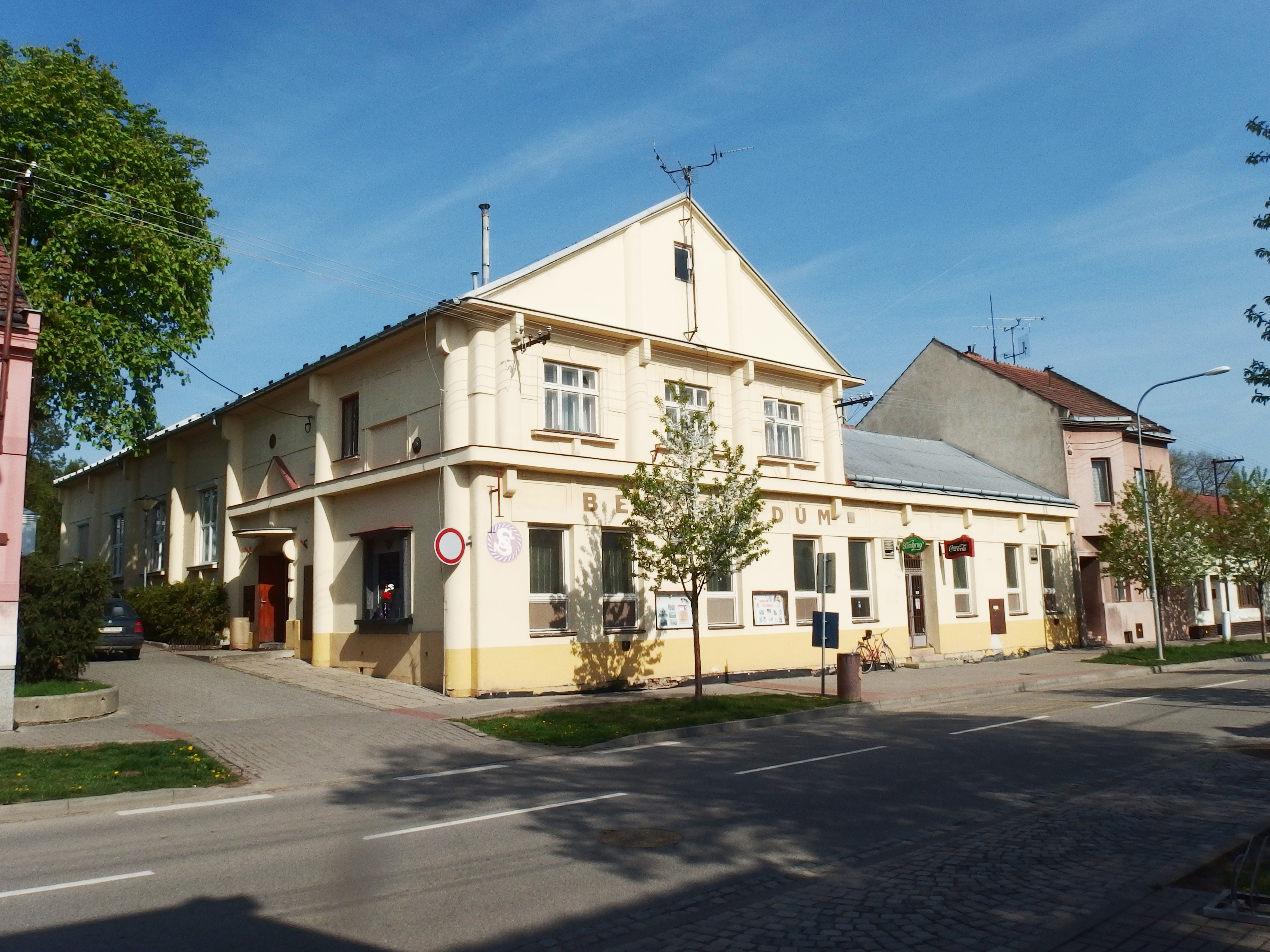
Besední dům
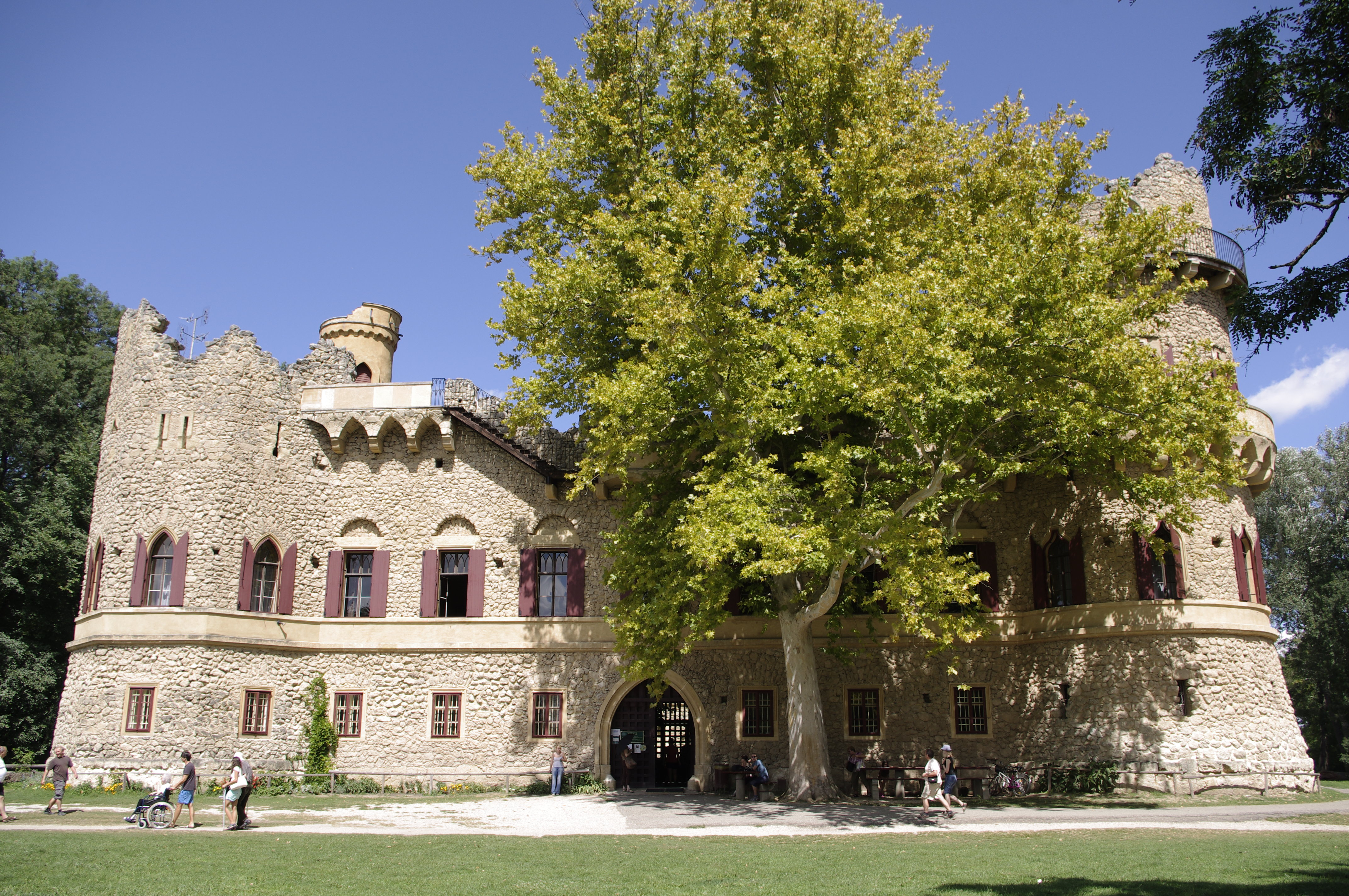
Janův hrad
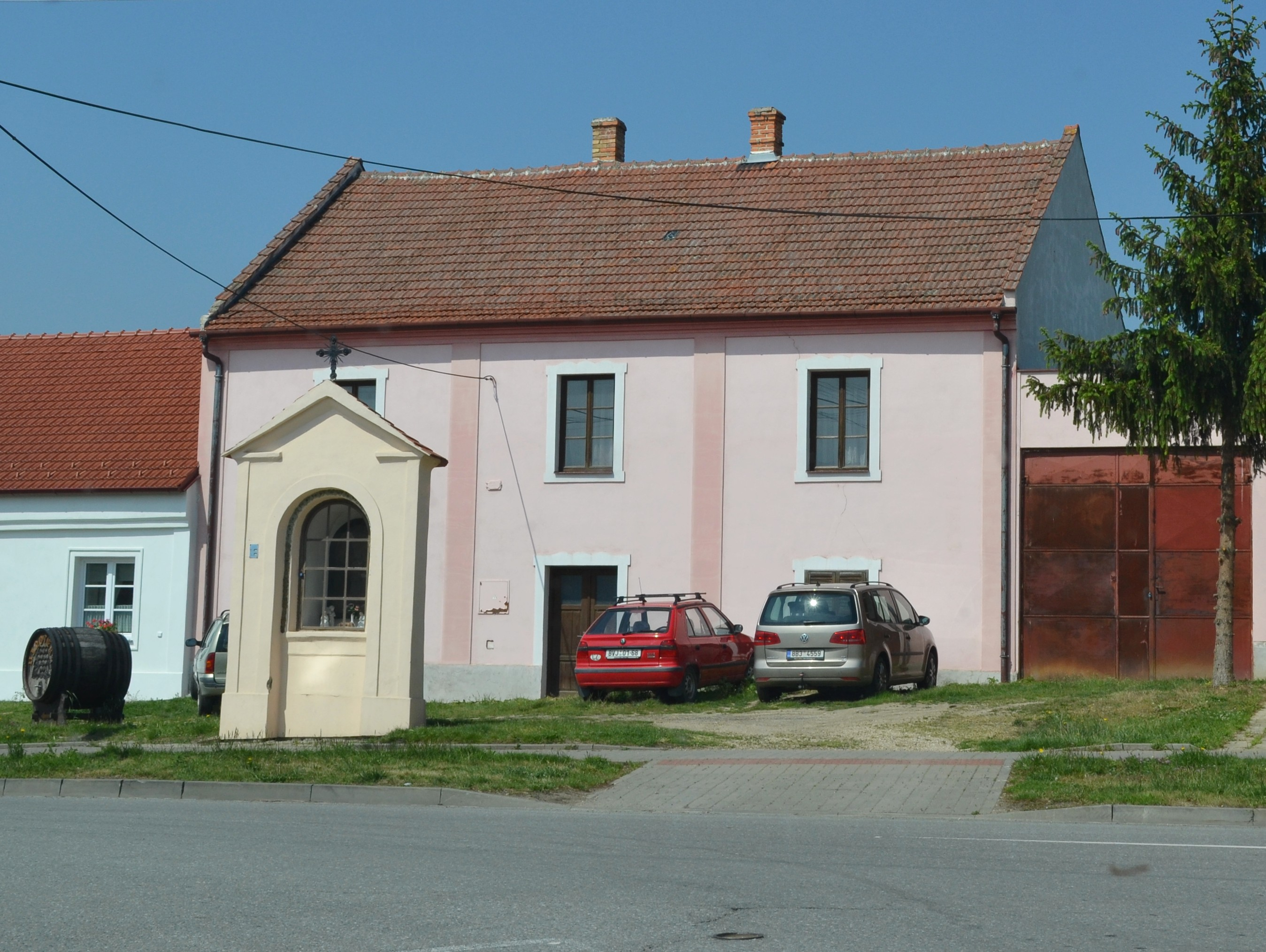
Kaple svaté Anny